# 한성신보
《한성신보》(漢城新報)는 1895년 구한말 조선에서 창간된 일본계 신문이다. 일본 외무성과 일본공사 이노우에 가오루의 지원을 받아 일본인 아다치 겐조(安達謙藏)를 사장으로 운영되었다. 신문은 격일간 4면 가운데 3면은 국한문 혼용, 1면은 일본어로 발행되었다. 창간 시점은 한국 최초의 민간 신문으로 여겨지는 《독립신문》보다 이른 것이다. 청일전쟁 이후 한국에 대한 일본의 영향력을 선전할 목적으로 발행되었다. 을사조약 후인 1906년 8월 통감부에서 《한성신보》와 역시 일본인이 발행하던 《대동신보》(大東新報)를 인수, 통합하여 통감부의 일본어 기관지 《경성일보》(京城日報)가 되었다.